# Giulio Gabrielli (alpinista)
Giulio Gabrielli (Vigolo Vattaro, 1º agosto 1932 – Marmolada, 12 agosto 1959) è stato un alpinista italiano.

## Biografia
Laureato in giurisprudenza all'Università di Padova, fu tra i giovani alpinisti più dotati del suo tempo.
Nativo del paese di Vigolo Vattaro (nei pressi di Trento), fin da giovanissimo era stato avviato all'alpinismo dal padre nelle Dolomiti di Fassa, dove era riuscito ad affrontare anche le vie più difficili.
Entrò a far parte, come istruttore nazionale di roccia, della Scuola di Alpinismo Graffer; fu membro del Comitato Guide e Portatori del Trentino e presidente della Sezione universitaria della SAT (SUSAT) dal 1957 al 1959.
Scomparve il 12 agosto 1959, lungo la via Soldà in Marmolada, in condizioni particolarmente sfortunate in seguito ad una fortissima nevicata. Qualche mese più tardi avrebbe ottenuto il prestigioso riconoscimento di Accademico del CAI (Caai).
Alle operazioni di recupero della salma partecipò anche Cesare Maestri, il quale all'amico Giulio dedicò un capitolo del suo libro autobiografico "Arrampicare è il mio mestiere".
Giulio Gabrielli amava anche la poesia e pubblicò un libriccino in 400 copie contenente liriche di un certo valore.

## Vie dedicate a Giulio Gabrielli
- Via Ferrata sulla Cima d'Asta
- Mandrea (Valle del Sarca, Arco), Pilastro Gabrielli
- Via Aste sul Crozzon di Brenta, parete nord-est

## Grotta Gabrielli
Gli è stata dedicata anche una grotta sulla Vigolana, importante per la sua natura carsica e per i ritrovamenti fossili.